# John Byrne's Next Men
Next Men (En version originale John Byrne's Next Men) est une série de comics, écrite et dessinée par John Byrne. Elle est constituée de trente-et-un numéros pour un total de cinquante histoires publiés par Dark Horse Comics aux États-Unis et traduits par les éditions Dante (qui succède à Dark Horse France) en France. Une intégrale en trois volumes est annoncée en France chez Delirium.

## Parutions

### Version originale
1. 2112 : roman graphique en prélude à la série.
2. John Byrne's Next Men 0 (épisodes "Prelude", "Interlude", "Interlude II" et "Nativity")
3. John Byrne's Next Men 1 (épisode "Breakout")
4. John Byrne's Next Men 2 (épisode "Worldview")
5. John Byrne's Next Men 3 (épisode "Kill Factor")
6. John Byrne's Next Men 4 (épisode "Boneyard")
7. John Byrne's Next Men 5 (épisode "Survivor")
8. John Byrne's Next Men 6 (épisode "Dominoes")
9. John Byrne's Next Men 7 (épisodes "Parallel, part 1" et "Encounter")
10. John Byrne's Next Men 8 (épisode "Parallel, part 2" et une histoire sans titre)
11. John Byrne's Next Men 9 (épisode "Parallel, part 3" et une histoire sans titre)
12. John Byrne's Next Men 10 (épisode "Parallel Interlude" et une histoire sans titre)
13. John Byrne's Next Men 11 (épisode "Parallel, part 4" et une histoire sans titre)
14. John Byrne's Next Men 12 (épisode "Parallel, part 5" et une histoire sans titre)
15. John Byrne's Next Men 13 (épisode "Fame, part 1" et une histoire sans titre)
16. John Byrne's Next Men 14 (épisode "Fame, part 2" et une histoire sans titre)
17. John Byrne's Next Men 15 (épisode "Fame, part 3" et une histoire sans titre)
18. John Byrne's Next Men 16 (épisode "Fame, part 4" et une histoire sans titre)
19. John Byrne's Next Men 17 (épisode "Fame, part 5" et une histoire sans titre)
20. John Byrne's Next Men 18 (épisode "Fame, part 6" et une histoire sans titre)
21. John Byrne's Next Men 19 (épisode "Faith, part 1" et une histoire sans titre)
22. John Byrne's Next Men 20 (épisode "Faith, part 2" et une histoire sans titre)
23. John Byrne's Next Men 21 (épisode "Faith, part 3" et une histoire sans titre)
24. John Byrne's Next Men 22 (épisode "Faith, part 4" et une histoire sans titre)
25. John Byrne's Next Men 23 (épisode "Power, part 1")
26. John Byrne's Next Men 24 (épisode "Power, part 2")
27. John Byrne's Next Men 25 (épisode "Power, part 3")
28. John Byrne's Next Men 26 (épisode "Power, part 4")
29. John Byrne's Next Men 27 (épisode "Lies, part 1")
30. John Byrne's Next Men 28 (épisode "Lies, part 2")
31. John Byrne's Next Men 29 (épisode "Lies, part 3")
32. John Byrne's Next Men 30 (épisode "Lies, part 4")

### Version française

#### Dante
1. John Byrne's Next Men Omnibus Volume 1 (Paru en juillet 2009) (433 pages en noir et blanc - épisodes 1 à 12) [1]
2. John Byrne's Next Men Omnibus Volume 2 (Paru en mars 2010) (516 pages en noir et blanc - épisodes 13 à 30) [2]

#### Delirium
1. 2112 (Paru le 7 juin 2019) (64 pages en couleurs) [3]
2. Next Men Vol.1 (Paru le 22 novembre 2019) (264 pages en couleurs)
3. Next Men Vol.2 (Paru le 19 février 2021) (277 pages en couleurs)
4. Next Men Vol.3 (Paru le 19 novembre 2021) (304 pages en couleurs)